# Abbas Khider
Abbas Khider (Baghdad, 3 marzo 1973) è un poeta e scrittore tedesco.

## Biografia
Nel 1990, a causa di motivi politici, è stato arrestato e detenuto due anni nelle carceri irachene, e nel 1996 ha lasciato il paese. Tra il 1996 e il 1999 è passato clandestinamente per vari paesi europei in cerca di rifugio, stabilendosi definitivamente in Germania nel 2000. Khider ha studiato Filosofia e letteratura a Monaco e Potsdam, attualmente vive a Berlino. Ha vinto numerosi premi di poesia e letteratura, tra gli altri il Premio Adelbert von Chamisso per il giovane autore più promettente nel 2010, il Premio Hilde Domin e Premio Nelly Sachs nel 2013 e il primo Premio Adelbert von Chamisso nel 2017.

## Opere
- Massaker im Hausgarten. München, Juli 2003; Winternachtstraum. München, Dezember 2003; Sind deine Augen blau? Bagdad, Juni 2004 In: Khalid Al-Maaly (Hrsg.): Rückkehr aus dem Krieg. Eine Anthologie zeitgenössischer Lyrik aus dem Irak. Aus dem Arabischen von Khalid Al-Maaly und Heribert Becker. Köln/ Frankfurt 2006, ISBN 3-928872-40-0, S. 654–659. (arabisch, deutsch)
- Aufenthalt in einem Nest zwischen Wolken. Für: Hilde Domin. Der Kuss und die Asche. Königreich der Götter. Stein der Nacht In: Allmende. Zeitschrift für Literatur. 85. 2010, S. 56–59.
- Der falsche Inder. Roman. Edition Nautilus, Hamburg 2008, ISBN 978-3-89401-576-3.
- Die Orangen des Präsidenten. Roman. Edition Nautilus, Hamburg 2011, ISBN 978-3-89401-733-0.
- Brief in die Auberginenrepublik. Roman. Edition Nautilus, Hamburg 2013, ISBN 978-3-89401-770-5.
- Ohrfeige. Roman. Hanser, München 2016, ISBN 978-3-446-25054-3.

In Italia sono stati pubblicati:
- Abbas Khider, I miracoli (Der falsche Inder), traduzione di Barbara Teresi, collana Altriarabi migrante (n. 3), il Sirente, Fagnano Alto, 2016,  pp. 168 pp, ISBN 978-88-87847-58-1.

## Premi
- 2009: Alfred-Döblin-Stipendium della Akademie der Künste di Berlino
- 2009–2010: Arbeitsstipendium der Autorenförderung des Deutschen Literaturfonds
- 2010: Ehrenurkunde für Literatur von der irakischen Gesellschaft für Kulturförderung
- 2010: Adelbert-von-Chamisso-Förderpreis der Robert Bosch Stiftung
- 2011: Arbeitsstipendium in der Villa Aurora
- 2013: Poetik-Dozentur der Universität Koblenz-Landau „Ansichtssache Deutschland“ gemeinsam mit Tom Buhrow und Sabine Stamer
- 2013: Hilde-Domin-Preis für Literatur im Exil
- 2013: Melusine-Huss-Preis der Hotlist
- 2013: Grenzgänger-Stipendium der Robert-Bosch-Stiftung in Kooperation mit dem Literarischen Colloquium Berlin
- 2013: Nelly-Sachs-Preis
- 2016: Heinrich-Heine-Gastdozentur
- 2017: Premio Adelbert von Chamisso